# Unang Hirit
Unang Hirit est une émission de télévision matinale philippine diffusée depuis le 6 décembre 1999 sur le réseau GMA Network.

## Présentateurs

### Actuels
- Arnold Clavio (1999–présent)
- Suzi Entrata-Abrera (1999–présent)
- Lyn Ching-Pascual (1999–présent)
- Ivan Mayrina (2000; 2012–présent)
- Rhea Santos (2001–présent)
- Lhar Santiago (2001–présent)
- Love Añover-Llanko (2001–présent)
- Danilo Federez (Arn-Arn) (2005–présent)
- Susan Enriquez (2009-2012; 2013–présent)
- Connie Sison (2010–présent)
- Luane Dy (2010–présent)
- Nathaniel "Mang Tani" Cruz (2012–présent)
- Tonipet Gaba (2013–présent)

### Anciens
- Alden Richards (2015)
- Mikael Daez (2014–2015)
- Edu Manzano (2011)
- Jun Veneracion (2012)
- Monica Verallo (2010-2014)
- Pia Arcangel (2010-2013)
- Nikki Dacullo (2008)
- Oscar Oida (2007-2009)
- Paolo Bediones (2007-2009)
- Sunshine Dizon (2007-2008)
- Jolina Magdangal (2005-2009)
- Diana Zubiri (2005)
- Drew Arellano (2004-2014)
- Daniel Razon (2001-2005)
- Ryan Agoncillo (2001-2002)
- Eagle Riggs (2000-2010)
- Martin Andanar (en) (2000–2002)
- Mickey Ferriols (1999–2000)
- Miriam Quiambao (1999–2000)